# Liste der Außenminister von Gambia
Die Liste der Außenminister von Gambia listet die Außenminister des westafrikanischen Staates Gambia von 1962 bis heute auf.
Die offizielle Bezeichnung des Amtes lautete bis Mitte 2009 englisch Secretary of State for Foreign Affairs, SOS, danach englisch Minister of Foreign Affairs. Das Resort Internationale Kooperationen  wurde zeitweilig mit diesem Amt kombiniert.
| Regierungschef                                                                 | Amtszeit                                                                       | Amtsinhaber                                                                    | Partei- zugehörigkeit                                                          | Anmerkung                                                                      |
| Britisch-Gambia (Britische Kolonie mit Vorbereitung auf eine Selbstverwaltung) | Britisch-Gambia (Britische Kolonie mit Vorbereitung auf eine Selbstverwaltung) | Britisch-Gambia (Britische Kolonie mit Vorbereitung auf eine Selbstverwaltung) | Britisch-Gambia (Britische Kolonie mit Vorbereitung auf eine Selbstverwaltung) | Britisch-Gambia (Britische Kolonie mit Vorbereitung auf eine Selbstverwaltung) |
| ------------------------------------------------------------------------------ | ------------------------------------------------------------------------------ | ------------------------------------------------------------------------------ | ------------------------------------------------------------------------------ | ------------------------------------------------------------------------------ |
| Premierminister Dawda Jawara (PPP)                                             | 1962 bis 1965                                                                  | Dawda Jawara (1924–2019)                                                       | PPP                                                                            |                                                                                |
| Republik Gambia (Erste Republik)                                               |                                                                                |                                                                                |                                                                                |                                                                                |
| Premierminister Dawda Jawara (PPP)                                             | 1965 bis 1967                                                                  | Alieu Badara N’Jie (1904–1982)                                                 | PPP                                                                            |                                                                                |
| Premierminister Dawda Jawara (PPP)                                             | 1967 bis 1968                                                                  | Sheriff S. Sisay (1935–1989)                                                   | PPP                                                                            |                                                                                |
| Premierminister Dawda Jawara (PPP)                                             | 1968 bis 1970                                                                  | Assan Musa Camara (1923–2013)                                                  | UP/PPP                                                                         |                                                                                |
| Staatspräsident Dawda Jawara (PPP)                                             | 1970 bis 1974                                                                  | Assan Musa Camara (1923–2013)                                                  | UP/PPP                                                                         | Umwandlung zum präsidentiellen Regierungssystem                                |
| Staatspräsident Dawda Jawara (PPP)                                             | 1974 bis 1977                                                                  | Alieu Badara N’Jie (1904–1982)                                                 | PPP                                                                            | 2. Amtszeit                                                                    |
| Staatspräsident Dawda Jawara (PPP)                                             | 1977 bis 1987                                                                  | Lamin Kitty Jabang (* 1942)                                                    | PPP                                                                            |                                                                                |
| Staatspräsident Dawda Jawara (PPP)                                             | 1987 bis 1994                                                                  | Omar Sey (1941–2018)                                                           | PPP                                                                            | Abgesetzt durch einen Putsch                                                   |
| Republik Gambia (Zweite Republik)                                              |                                                                                |                                                                                |                                                                                |                                                                                |
| Militärregierung (AFPRC) Yahya Jammeh                                          | 1994 bis 1995                                                                  | Bolong Sonko (* 1950)                                                          |                                                                                |                                                                                |
| Militärregierung (AFPRC) Yahya Jammeh                                          | 1995 bis 1996                                                                  | Baboucarr-Blaise Jagne (* 1955)                                                |                                                                                |                                                                                |
| Staatspräsident Yahya Jammeh (APRC)                                            | 1996 bis 1997                                                                  | Baboucarr-Blaise Jagne (* 1955)                                                |                                                                                |                                                                                |
| Staatspräsident Yahya Jammeh (APRC)                                            | 1997 bis 1998                                                                  | Omar Njie († 2002)                                                             |                                                                                |                                                                                |
| Staatspräsident Yahya Jammeh (APRC)                                            | 1998 bis 2001                                                                  | Momodou Lamin Sedat Jobe (1944–2025)                                           |                                                                                |                                                                                |
| Staatspräsident Yahya Jammeh (APRC)                                            | 2001 bis 2004                                                                  | Baboucarr-Blaise Jagne (* 1955)                                                |                                                                                | 2. Amtszeit                                                                    |
| Staatspräsident Yahya Jammeh (APRC)                                            | 2004 bis 2005                                                                  | Sidi Moro Sanneh (* 1947)                                                      |                                                                                |                                                                                |
| Staatspräsident Yahya Jammeh (APRC)                                            | 2005                                                                           | Musa Gibril Bala Gaye (* 1946)                                                 |                                                                                |                                                                                |
| Staatspräsident Yahya Jammeh (APRC)                                            | 2005 bis 2006                                                                  | Lamin Kaba Bajo (* 1964)                                                       |                                                                                |                                                                                |
| Staatspräsident Yahya Jammeh (APRC)                                            | 2006                                                                           | Maba Jobe (1964–2023)                                                          |                                                                                |                                                                                |
| Staatspräsident Yahya Jammeh (APRC)                                            | 2006 bis 2007                                                                  | Bala Garba-Jahumpa (* 1958)                                                    |                                                                                |                                                                                |
| Staatspräsident Yahya Jammeh (APRC)                                            | 2007 bis 2008                                                                  | Crispin Grey-Johnson (* 1946)                                                  |                                                                                |                                                                                |
| Staatspräsident Yahya Jammeh (APRC)                                            | 2008 bis 2009                                                                  | Omar Touray (* 1965)                                                           |                                                                                |                                                                                |
| Staatspräsident Yahya Jammeh (APRC)                                            | 2009 bis 2010                                                                  | Ousman Jammeh (* 1953)                                                         |                                                                                |                                                                                |
| Staatspräsident Yahya Jammeh (APRC)                                            | 2010 bis 2012                                                                  | Mamadou Tangara (* 1965)                                                       | APRC                                                                           |                                                                                |
| Staatspräsident Yahya Jammeh (APRC)                                            | 2012 bis 2012                                                                  | Mambury Njie (* 1962)                                                          |                                                                                |                                                                                |
| Staatspräsident Yahya Jammeh (APRC)                                            | 2012                                                                           | Mamadou Tangara (* 1965)                                                       | APRC                                                                           | 2. Amtszeit                                                                    |
| Staatspräsident Yahya Jammeh (APRC)                                            | 2012 bis 2013                                                                  | Susan Waffa-Ogoo (* 1960)                                                      |                                                                                |                                                                                |
| Staatspräsident Yahya Jammeh (APRC)                                            | 2013 bis 2014                                                                  | Aboubacar Senghore (* 1968)                                                    |                                                                                |                                                                                |
| Staatspräsident Yahya Jammeh (APRC)                                            | 2014                                                                           | Mamour Alieu Jagne                                                             |                                                                                |                                                                                |
| Staatspräsident Yahya Jammeh (APRC)                                            | 2014 bis 2015                                                                  | Bala Garba-Jahumpa (* 1958)                                                    |                                                                                | 2. Amtszeit                                                                    |
| Staatspräsident Yahya Jammeh (APRC)                                            | 2015 bis 2017                                                                  | Neneh MacDouall-Gaye (* 1957)                                                  |                                                                                |                                                                                |
| Republik Gambia (Dritte Republik)                                              |                                                                                |                                                                                |                                                                                |                                                                                |
| Staatspräsident Adama Barrow (UDP)                                             | 2017 bis 2018                                                                  | Ousainou Darboe (* 1948)                                                       | UDP                                                                            |                                                                                |
| Staatspräsident Adama Barrow (UDP)                                             | 2018 bis 2025                                                                  | Mamadou Tangara (* 1965)                                                       |                                                                                | 3. Amtszeit                                                                    |
| Staatspräsident Adama Barrow (UDP)                                             | ab 2025                                                                        | Serign Modou Njie (* 1970)                                                     |                                                                                |                                                                                |